# Schneizel El Britannia
Schneizel El Britannia (シュナイゼル・エル・ブリタニア Shunaizeru Eru Buritania?) es un personaje ficticio de la serie de animé Code Geass, apareciendo tanto en la primera como en la segunda temporada, actuando en ambas como adversario y rival del protagonista Lelouch Vi Britannia, el segundo príncipe y primer ministro del Sagrado Imperio de Britannia, además de un potencial heredero y aspirante al trono, quizás el más factible de todos, durante el transcurso de la Serie. 
Schneizel es presentado en la serie, como un poderoso y hábil político, miembro de la realeza, dada su condición de ser el segundo hijo de Charles Vi Britannia, excepcionalmente poderoso e inteligente y el único de los príncipes imperiales, que de hecho tiene inherencia propia sobre el Imperio de Britannia, siendo el único de ellos que tiene total libertad de acción, inclusive de su padre, además de ser el líder militar del mismo imperio y de numerosos proyectos de desarrollo científico y armamentístico, incluyendo el desarrollo de la nave Ávalon, la Fortaleza Damócles, de la bomba de descarga electromagnética F.L.E.I.J.A. y del desarrollo de todos los Knightmare Frames de los Knight of Rounds, incluyendo el Lancelot de Suzaku Kururugi.
Schneizel es notorio por su increíble capacidad como estratega, comparable a la del propio Lelouch, siendo de hecho, la única persona a la que este último nunca logró derrotar en ajedrez. De hecho, sus capacidades van más lejos, pues resulta igual de hábil en el campo militar (a pesar de él mismo no ser un militar como tal) y su consumada inteligencia lo hacen un oponente difícil de superar.
Desde el inicio de la serie queda establecido, que Schneizel, es el más poderoso de los príncipes imperiales de Britannia, algo que tanto sus hermanos, como todos en Britannia e inclusive su padre, el emperador Charles Vi Britannia, reconocen. Cuando es interrogado por Lelouch, Clovis sugiere que Schneizel, podría saber la verdad con respecto al asesinato de Marianne. Schneizel aparece brevemente durante el entierro de Clovis y se da a conocer durante la primera parte de la temporada 1, como el patrocinador, jefe y protector del conde Lloyd Asplund. El Emperador parece ser indulgente hacia Schneizel y permite a su hijo hacer y deshacer a gusto en cualquier ámbito y caso. 
Schneizel, se torna en un adversario clave, tras la muerte de Euphemia, interviniendo en la Batalla de Tokio, durante la Rebelión Negra, la cual gana y luego de ello, pasa a ejercer durante la segunda temporada como el villano principal, alcanzando el epítome de su posición tras la muerte de Charles Vi Britannia y el ascenso de Lelouch como 99° Emperador del Sagrado Imperio de Britannia, desembocando en la batalla final entre ambos, en la cual Lelouch, resulta vencedor por muy poco.
Él es carismático y ha mantenido una imagen afectuosa delante de las personas como Euphemia, Lloyd, y Cecile. En el episodio final, Schneizel cae bajo la influencia del Geass de Lelouch, que le ordena que obedezca ciegamente a Zero.

## Personalidad
Schneizel es la representación misma del perfil de un miembro de la realeza, amable, gentil, carismático, sofisticado y elegante. Es consciente de su posición, así como también sabe a la perfección cual debe ser su actitud ante las personas, lo que se ve acaba moldeando su personalidad, pues rara vez es efusivo, nunca pierde los estribos, es calmado y paciente, nunca actúa de forma precipitada, lo cual haría posible catalogarlo de frío y calculador, pero también es reflexivo y filosófico.
Combina en su mentalidad y proceder aspectos propios de alguien hiperracional, propios de un perfil científico, junto con aspectos humanísticos, no obstante, resaltan más los primeros, dejando los segundos para el argumentar su proceder, así como para sus momentos de reflexión y acción.
Su forma de ser, haría pensar, fácilmente, que no se trata de un malvado o un despiadado autócrata como su padre Charles Vi Britannia o el propio Lelouch, pero en realidad es tan ambicioso y deseoso de poder como ambos, sólo que es mejor disimulándolo, para lo cual se basa en su personalidad que puede llegar a rayar en la humildad, denotándose el caso en que conoce a la asistente del conde Lloyd Asplund, Cecile Croomy, quien al ver al príncipe, se resbala, ante lo cual el mismo Schneizel le ayuda a levantarse y le besa la mano con la mayor gentileza, a pesar de ser un miembro de la realeza.

## Habilidades
Lo primero que resalta a la vista, en cuanto a Schneizel, es su increíble capacidad como estratega, en todos los sentidos, siendo el único al que Lelouch nunca pudo derrotar en ajedrez y de hecho lo vence en numerosas ocasiones a lo largo de la serie, tal como cuando consigue que la Orden de los Caballeros Negros se pusiese en su contra, al revelar que Zero, era Lelouch Vi Britannia, 17.º príncipe de Britannia y contarles acerca de su Geass, o durante la Rebelión Negra, la cual el mismo logró erradicar, mismo caso que con la segunda ocasión en que Lelouch se rebela e inclusive dándole una batalla muy cerrada a Lelouch, en la Batalla Final de la serie.
Su capacidad como estratega, permanece como la mayor de sus habilidades, siendo calve en su ascenso y posición, pues la aplica en todos los campos en que se desempeña, política, militar, ciencia, entre otros. No obstante, esta habilidad no es la única, otras capacidades, también son remarcables, tal como su inteligencia y carisma, comparables a las de Lelouch, así como su muy planificadora y eficiente forma de ser, que lo lleva a desarrollar diversos planes de respaldo de los cuales valerse y lo cual lo hace aún más impredecible.
Como político, diplomático, científico y estadista se muestra igual de talentoso, es a pesar de su juventud y por méritos propios, el primer ministro del Sagrado Imperio de Britannia, además de ser el responsable del desarrollo de variedad de proyectos científicos.  
Un punto resaltante es que Schneizel no es militar, pero aun así, se muestra extremadamente hábil en este campo, pues es capaz de traspolar sus capacidades y talentos al área, usando la ciencia, como medio para desarrollar armas y equipos, su carisma para la búsqueda de aliados y por supuesto su capacidad como estratega, para batallar con sus oponentes, aplicando por lo tanto la misma norma de Zero, de no enfrentarse directamente con sus enemigos sino vencer mediante estrategias e intermediarios.

## Historia

### Inicios
Schneizel es el segundo hijo en edad de Charles Vi Britannia, segundo heredero al trono del Sagrado Imperio de Britannia y aparentemente, su hijo favorito. Schneizel demuestra ser rápidamente, más hábil que su hermano mayor, Odysseus y adopta con eficiencia el modelo a seguir de los que se espera de un príncipe imperial. Convencido de su posición, así como de su superioridad sobre sus otros hermanos y medio hermanos, Schneizel se prepara brillantemente, para lo que él sabe será su futuro, regir Britannia y el resto del mundo, lo que como consecuencia, lo lleva a ascender en la estructura política del Imperio, convirtiéndose en primer ministro de Britannia, lo que lo convierte en jefe de Gobierno del Imperio.
Desde esa posición, Schneziel impulsa la supresión de las rebeliones en las Áreas 13, 14 y 15 y lleva a cabo la creación de las Áreas 16. 17 y 18, que serían las últimas colonias creadas por el Imperio de Britannia, además asume el liderazgo del Grupo Torombo, con el cual inicia la construcción del Damocles, que será terminado en la segunda temporada de la serie.
Igualmente, lleva a cabo la construcción de la nave de batalla, El Avalon, junto numerosos Khigtmare Frames y respalda las investigaciones del conde Lloyd Asplund, otorgándole un permiso especial para actuar en cualquier parte del imperio y encargándole la construcción del Lancelot.

### Code Geass
Ya para el inicio de la serie, vemos a un Schneizel en la cima de su poder, instalado en Pendragón, la capital imperial, bajo sus labores ministeriales. Es nombrado en el primer capítulo por Clovis, cuando este es interrogado por Lelouch, señalando como posible artífice de la muerte de Marianne Vi Britannia. Luego, se hace referencia a su persona, numerosas ocasiones, en su calidad de primer ministro y miembro de la realeza, pero no es sino hasta el episodio 18, que hace su primera aparición, cuando ordena destruir a Zero, con el cañón de Hadrones del Avalon, mientras Susaku lo retenía. A partir de entonces, su protagonismo se eleva.
Se descubre que el General Bartley, antiguo asesor militar de Clovis, fue salvado de ser destituido y encarcelado por Schneizel, es quien da la orden de buscar a Euphemia y Zero, tras el fracaso del ataque previo, lo que lo lleva a la en la Isla de Kaminejima, en donde encuentra el portal a la conexión Ragnarok, ocasión en la cual Zero y C.C escapan hurtándole uno de sus Khigtmare Frames de última generación, que no es otro que el Gawain, el cual será modificado por Rakshata, la líder de desarrollo e Investigaciones de la Orden de los Caballeros Negros, para convertirse en el Frame insignia de Zero, hasta resultar destruido poco después. 
Schnezel, se instala entonces en el Área 11, asumiendo en la praxis, como Gobernador de la misma, mientras Cornelia se haya enfrentando grupos insurgentes, ocasión en la que decide, unilateralmente, respaldar la propuesta de Euphemia Li Britannia, de crear la Zona de Administración Especial del Japón, dado que considera, con la misma, la rebelión de Zero, perdería sentido y el apoyo de los elevens. No obstante, la desafortunada intervención de Zero, quien accidentalmente le ordena a Euphemia acabar con la vida de todos los japoneses, hace que ella desencadene una masacre contra los mismos y que la Zona de Administración Especial del Japón, fracasando rotundamente y haciendo que los elevens, perciban a Zero, como un auténtico mesías, que va a salvar Japón, iniciando así la rebelión general sobre todo el territorio liderada por los Caballeros Negros.
Schneizel, para el momento, ha regresado a Pendragón, donde entonces, se entabla una reunión de emergencia del Consejo de Gobierno, presidido por su hermano mayor, Odysseus, en sustitución temporal, de su padre Charles Zi Britannia, durante la cual, Schneizel, demuestra ser quien realmente lleva las riendas del gobierno, solicitando al consejo y a su hermano, que en su calidad de Comandante en Jefe de las Fuerzas Imperiales de Britannia, le autoricen a dirigir la batalla contra los Caballeros Negros en el Área 11, lo cual su hermano y el Conesjo de Gobierno, autorizan rápidamente.
Así, Schneizel, organiza una inmensa armada, presidida por su Avalon y avanza hacia el Área 11, asumiendo el mando de las tropas imperiales en Japón para detener a Zero, tras la supuesta muerte en batalla de Cornelia. A pesar de los esfuerzos de la Orden de los Caballeros Negros y de la intervención magistral de Zero, la rebelión se desploma, tras que Nunnaly sea secuestrada por V.V y Zero, salga a buscarla rumbo a la Isla de Kaminejima, donde es capturado por Kururugi Suzaku, situación que le deja el campo libre a Schneizel, para erradicar la rebelión, tras lo cual asume temporalmente, la Gobernación del Área 11 (Japón) el mismo, para reorganizarlo.
Como gobernador del Área 11, arresta a la mayoría de los miembros de la Orden de los Caballeros Negros, restablece el orden interno y desmantela la rebelión. Luego le traspasa este puesto a Lord Carares, designándolo como nuevo Gobernador y regresando a Britannia.

### Code Geass R2

#### Conquista del Euro-Universo
Al inicio de la Segunda temporada, Schneizel se encuentra en medio de una de las acciones más importantes de toda su carrera política, al haber diseñado y poner en marcha, con él al frente, un plan de conquista sobre el Euro-Universo una de las tres grandes potencias mundiales, plan que se ejecuta con éxito al absorber el control de varios estados del Euro-Universo y luego certificar su definitivo traspaso con la firma de un tratado, ello tras una inminente cadena de éxitos. Esta acción hace que Nina Einstein, que ahora se ha convertido en la encargada de uno de sus proyectos de desarrollo, la bomba F.R.E.Y.A., le interrogue desconcertada acerca del porqué de detenerse con tantas victorias, a lo cual el responde:

"Una larga secuencia de victorias no es más que la antesala a un gran derrota, es por eso, que es preferible retirarse ahora, con lo que hemos ganado, que alargar aún más el conflicto.".

#### El Asunto de la Federación China
Tras el éxito de su Campaña en el Euro-Universo, Schneizel le pone su vista una vez más a Japón. Consciente de que los grupos terroristas, se han visto beneficiados de mano de la Federación China, Scheneizel decide hacer una propuesta a los Generales Eunucos, que en la praxis gobiernan China, ofreciéndoles títulos nobiliarios y la posición de aristócratas dentro del Imperio de Britannia, a cambio de que acepten entregar la mano en matrimonio de la emperatriz de China, Tian Zi, a su hermano mayor, Odysseus u Britannia, el príncipe heredero del imperio, con lo cual conseguiría la unificación de dos de las tres grandes potencias mundiales.
En paralelo Schneizel, eleva cada vez más su propio poder dentro del imperio y comienza a darle más importancia a los asuntos del Área 11, lo cual le hace acelerar los proyectos de la bomba F.R.E.Y.A., con Nina Einsten al frente del mismo, además de prestar especial atención al desenvolvimiento de los hechos en dicho territorio. Así, tras la huida de los Caballeros Negros, del Área 11 rumbo a China, Schneizel decide anunciar públicamente el compromiso real entre Tian Ze y Odysseus, apersonándose, en ocasión de la celebración del matrimonio de conveniencia, todo con el objetivo de dejar fuera de combate a los Caballeros Negros, quienes persistían para el momento gracias a la ayuda de China, la cual evidentemente desaparecería de darse el compromiso.
Es entonces, en dicha fiesta, cuando tiene ocasión de enfrentarse directamente a Zero, en un juego de ajedrez, en el cual, demuestra estar a la par de su oponente y lleva la situación con facilidad, hasta que entonces, Nina, interrumpe abruptamente la escena, al tratar de matar a Zero, en venganza de la muerte de Euphemia Li Britannia.
Tras ello, se da el intento de Golpe de Estado de Xing Ke, y el secuestro de la emperatriz por parte de Zero, lo cual lleva al gobierno Chino a confrontarse con los Caballeros Negros, pero Schneizel se abstiene de intervenir, hasta que los propios Generales Eunucos, le llaman para pedirle su ayuda, lo cual pone en jaque a los Caballeros Negros, que habrían sufrido una derrota segura de no ser por la transmisión que Zero hizo de su conversación con los Generales Eunucos, en la cual los últimos demostraron su falta de respeto hacia la emperatriz y los altos grados de corrupción desmedida que permitían, ocasionando una rebelión popular en 14 diferentes ciudades del Imperio Chino, ante lo cual, Schneizel, resuelve retirar su apoyo a los Generales Eunucos, expresando: 

"Nosotros apoyamos a los líderes de China, pero un grupo de líderes que han perdido el apoyo de su pueblo no pueden ser considerados líderes después de todo.".

#### La Conquista de China
Tras el fracaso del matrimonio por coveniencia de su hermano Odysseus, con la emperatriz Tian Zi y el comienzo de las rebeliones dentro de la Federación China, esta acaba por colapsar en medio del caótico desastre provocado por la separación de muchos de sus territorios. Schneizel, aprovechando esta situación, obtiene el permiso del Consejo de Estado, para comandar una serie de invasiones en los territorios al norte de China, para empezar la anexión de los residuos de la ahora extinta Federación China.

#### El Regreso a Japón y el Ascenso de Lelouch
Schneizel, sigue apareciendo como líder del proyecto F.R.E.Y.A., y va consolidando más y más su posición, hasta que finalmente se da la Batalla del Asentamiento de Tokio, donde lidera la ofensiva de las fuerzas imperiales, consiguiendo una sucesiva red de victorias, en batalla, hasta que finalmente ordena que se use el FLEIJA, destruyendo todo el asentamiento de Tokio. Luego el mismo desembarca en el Buque Insignia de los Caballeros Negros, a bordo de una nave repleta de bombas F.R.E.Y.A., por lo cual no le pueden disparar, e incentiva a la directiva de los Caballeros Negros, a entablar negociaciones con él, ocasión en la cual rescata a su hermana Cornelia (prisionera de los Caballeros por aquel entonces), revela la identidad de Zero, como Lelouch así como la existencia del Geass, consiguiendo poner en contra de Zero, a los Caballeros Negros.
Luego, ante el desinterés de su padre por los sucesos que venían ocurriendo y su preferencia por la Conexión Raknarog, Schneizel decide dar un Golpe de Estado, respaldado por varios Knight of Rounds, incluyendo a Bismarck y Susaku, designándo al último para aniquilar a su padre, el emperador Charles Zi Britannia, a cambio de convertirlo en Khigt of One, el principal caballero de los Round, dando como resultado la confrontación entre Susaku y Bismarck y la presencia del mismo Susaku en la batalla final entre Lelouch y su padre, Charles, ocasión en la cual, pactan una alianza para cambiar al mundo, asumiendo Lelouch como emperador y Susaku, como el Khigt of Zero, el máximo Caballero del Imperio.

#### La Rebelión Contra Lelouch
Ante esta situación, Schneizel, con el apoyo de los Caballeros Negros y las fuerzas de la FNI, convoca al Damocles, su fortaleza indestructible, construida por el Grupo Torombo y consigue ser reconocido como el Líder de todas estas fuerzas, enfrentándose directamente a Lelouch, en batalla, lo que lleva a la confrontación final en la cual Scheizel, parece llevar la batuta, e pesar de su desventaja numérica, hasta que finalmente, Lelouch, consigue penetrar su defensa, al contrarrestar el lanzamiento de una de las bombas FREYJA, gracias a la ayuda de Nina Einstein, quien se sentía arrepentida del daño que había causado al construir el FREYJA, lo cual le permite insertarse dentro del Damocles y emboscar a Schneizel, que es engañado por el hecho, de creer que Lelouch, lo iba a matar, cuando en lugar de ello lo engaña cayendo bajo el efecto del Geass de Lelouch y quedando a las órdenes de Zero.
Así, Lelouch asume como responsable de dominar al mundo y lleva a cabo el Zero Requiem, es decir, su propia muerte a manos de Suzaku, disfrazado de Zero, quien eleva a la hermana de Lelouch, Nunnaly como nueva Emperatriz, con el respaldo de Schneizel, quien lo obedece ciegamente, gracias al Geass de Lelouch.
1. ↑  Esta frase aparece en el Capítulo 3 de Code Geass R2e.
2. ↑  Esta frase aparece en el Capítulo 11 de Code Geass R2.

- Datos: Q5406811